# Cynometra katikii
Cynometra katikii är en ärtväxtart som beskrevs av Bernard Verdcourt. Cynometra katikii ingår i släktet Cynometra, och familjen ärtväxter. Inga underarter finns listade i Catalogue of Life.